# Férfi kenu kettes 10 000 méter az 1956. évi nyári olimpiai játékokon
Az 1956. évi nyári olimpiai játékokon a kajak-kenu férfi kenu kettes 10 000 méteres versenyszámát november 30-án rendezték a Wendouree-tóban.

## Eredmények

### Döntő
| Helyezés | Nemzet                                                     | Idő     | Mj |
| -------- | ---------------------------------------------------------- | ------- | -- |
| Arany    | Szovjetunió (URS) · Pavel Harin · Gracian Botyev           | 54:02,4 |    |
| Ezüst    | Franciaország (FRA) · Georges Dransart · Marcel Renaud     | 54:48,3 |    |
| Bronz    | Magyarország (HUN) · Farkas Imre · Hunics József           | 55:15,6 |    |
| 4.       | Egyesült Német Csapat (EUA) · Egon Drews · Wilfried Soltau | 55:21,1 |    |
| 5.       | Románia (ROU) · Dumitru Alexe · Simion Ismailciuc          | 55:51,1 |    |
| 6.       | Dánia (DEN) · Aksel Duun · Finn Haunstoft                  | 55:54,3 |    |
| 7.       | Ausztrália (AUS) · William Jones · Thomas Ohman            | 56:18,6 |    |
| 8.       | Ausztria (AUT) · Otto Schindler · Walter Waldner           | 56:48,7 |    |
| 9.       | Kanada (CAN) · William Stevenson · Thomas Hodgson          | 56:50,2 |    |
| 10.      | Egyesült Államok (USA) · John Haas · Frank Krick           | 58:30,0 |    |